# Cream of the Crop
Cream of the Crop è un album del gruppo musicale R&B statunitense Diana Ross & The Supremes, pubblicato dalla Motown Records nel 1969, l'ultimo album in studio a vedere Diana Ross come cantante del gruppo.

## Tracce
1. Someday We'll Be Together
2. Can't You See It's Me
3. You Gave Me Love
4. Hey Jude
5. The Young Folks
6. Shadows of Society
7. Loving You is Better Than Ever
8. When It's to the Top (Still I Won't Stop Giving You Love)
9. Till Johnny Comes
10. Blowin' in the Wind
11. The Beginning of the End